# Kizetsu Yūsha to Ansatsu Hime
Kizetsu Yūsha to Ansatsu Hime (気絶勇者と暗殺姫?) es una serie de manga japonesa escrita por Norishiro-chan e ilustrada por Yukiji Setsuda. La serie comenzó a publicarse en la revista Weekly Shōnen Champion de Akita Shoten en octubre de 2022. Una adaptación televisiva de anime producida por Connect se estrenará en julio de 2025.

## Argumento
La historia sigue al héroe Toto, quien es fuerte pero muy tímido y tiene dificultades para formar un grupo. Un día, tres hermosas mujeres —Ciel, Anemone y Gore— se acercan a Toto para formar un grupo. Sin embargo, su objetivo secreto es asesinarlo.

## Personajes
Toto (トト?)
 Seiyū: Shunsuke Takeuchi
Un héroe que ha emprendido un viaje para derrotar al Rey Demonio. Es extremadamente tímido y tiene muy poca tolerancia hacia las mujeres, por lo que se desmaya incluso ante una ligera excitación.
Ciel (シエル Shieru?)
 Seiyū: Iori Saeki
Una de las chicas en unirse a Toto. Ella está en un viaje para convertirse en una maga de pleno derecho. En realidad, es hija del Rey Demonio. Su padre, el Rey Demonio Gal Zebul, le ordenó matar a Toto como parte de una "ceremonia de independencia". Su habilidad especial es "Princesa Demonio (Raza Zebul)" y puede usar artes secretas oscuras. Es bastante fácil de vencer.
Anemone (アネモネ?)
 Seiyū: Hitomi Ueda
Una sacerdotisa que viaja para ayudar a personas perdidas y en sufrimiento. Su habilidad especial es la "Ópera del Sacerdotisa", que le permite recalentar bebidas frías. En realidad, es una asesina experta. Fue contratada por el gremio para asesinar Toto a cambio de una gran recompensa, ya que lo ven como una molestia y Anemone aceptó la petición. Se disfraza de sacerdotisa a petición del cliente. Su habilidad especial es "Desperado Opera", que le permite crear armas de la nada. Es bastante tranquila y bondadosa.
Gore (ゴア Goa?)
 Seiyū: Haruka Shiraishi
Una bailarina que viajó en busca de diversión. Su habilidad especial es "Fiesta de Ajetreo", que le permite relajar a sus compañeros con baile y fragancia. De hecho, es una sádica que adora entrenar y dominar a cualquiera, sin importar su género. Es la "Ama" de la "Casa del Placer" y tiene muchas "mascotas". Decidió dominar a un nuevo "héroe" y convertirlo en su mascota, y puso la mira en Toto. Su habilidad especial es "Amor a la Regla", que le permite forzar el loco amor de cualquiera por Goa.

## Contenido de la obra

### Manga
Kizetsu Yūsha to Ansatsu Hime está escrito por Norishiro-chan e ilustrado por Yukiji Setsuda y comenzó la serialización en la revista Weekly Shōnen Champion de Akita Shoten el 27 de octubre de 2022. La serie ha sido compilada en diez volúmenes tankōbon a partir de febrero de 2025.
| Volúmenes de manga publicados | Volúmenes de manga publicados | Volúmenes de manga publicados |
| Número                        | Fecha de lanzamiento          | ISBN                          |
| ----------------------------- | ----------------------------- | ----------------------------- |
| 1                             | 7 de abril de 2023            | ISBN 978-4-253-28086-0        |
| 2                             | 8 de junio de 2023            | ISBN 978-4-253-28087-7        |
| 3                             | 8 de agosto de 2023           | ISBN 978-4-253-28088-4        |
| 4                             | 8 de noviembre de 2023        | ISBN 978-4-253-28089-1        |
| 5                             | 5 de enero de 2024            | ISBN 978-4-253-28090-7        |
| 6                             | 7 de marzo de 2024            | ISBN 978-4-253-28216-1        |
| 7                             | 7 de junio de 2024            | ISBN 978-4-253-28217-8        |
| 8                             | 7 de agosto de 2024           | ISBN 978-4-253-28218-5        |
| 9                             | 8 de noviembre de 2024        | ISBN 978-4-253-28219-2        |
| 10                            | 7 de febrero de 2025          | ISBN 978-4-253-28220-8        |

### Anime
Se anunció una adaptación al anime en el décimo volumen del manga, que se lanzó el 7 de febrero de 2025. Más tarde se reveló que se trataría de una serie de televisión producida por Connect y dirigida por Noriaki Akitaya, con guiones escritos por Michiko Yokote, personajes diseñados por Takao Sano y música compuesta por Shun Narita. Su estreno está previsto para el 5 de julio de 2025 en Tokyo MX y otros canales. Crunchyroll obtuvo la licencia de la serie en América del Norte, América Central, América del Sur, Europa, África, Oceanía, Oriente Medio, CEI, subcontinente indio y Sudeste Asiático. Muse Communication obtuvo la licencia de la serie en el Sur y Sudeste Asiático.